# San Miguel, Ocosingo
San Miguel är en ort i Mexiko.   Den ligger i kommunen Ocosingo och delstaten Chiapas, i den sydöstra delen av landet, 800 km öster om huvudstaden Mexico City. San Miguel ligger 873 meter över havet och antalet invånare är 729.
Terrängen runt San Miguel är huvudsakligen kuperad, men åt nordväst är den platt. Runt San Miguel är det ganska glesbefolkat, med 38 invånare per kvadratkilometer. Närmaste större samhälle är Morelia, 14,9 km sydväst om San Miguel. I omgivningarna runt San Miguel växer i huvudsak städsegrön lövskog.